# Jarmark świętojerski
Jarmark świętojerski – odbywający się w latach 1827-1914 jarmark odpustowy w Wilnie od dnia świętego Jerzego (23 kwietnia) przez miesiąc.

## Historia
W 1827 kupcy wileńscy handlujący podczas kaziuka wystąpili do władz o rozszerzenie czasu trwania jarmarku z jednego do trzech dni. Władze wyraziły zgodę, ale ponieważ kaziuk towarzyszył obchodom święta kościoła rzymskokatolickiego podjęto decyzję o urządzeniu jarmarku w duchu prawosławnym. W jarmarku uczestniczyli kupcy z Rosji, w późniejszym czasie także Żydzi, a po powstaniu styczniowym również kupcy z Warszawy. Celem urządzania jarmarku świętojerskiego była ekspansja towarów z Rosji na terenie Wielkiego Księstwa Litewskiego. Mieszkańcy Wilna nazywali ten jarmark "budami", jego istnienie zakończyło się po opuszczeniu miasta przez zaborcze władze carskie. Początkowo jarmark świętojerski odbywał się na placu Elizy Orzeszkowej, a od 1900 na placu Łukiskim. Najważniejszy asortyment stanowiły kwiaty doniczkowe, bulwy, nasiona i rozsady, a także sadzonki drzew owocowych. W mniejszym zakresie handlowano sztuką ludową i wyrobami rzemieślniczymi.